# 우스이정 (후쿠오카현)
우스이정(碓井町)은 후쿠오카현 중앙부에 위치했던 정으로, 가호군에 속했다. 
2006년 3월 27일 야마다시, 가호정, 이나쓰키정과 대등합병해 가마시가 되었다. 

## 역사
- 1889년 4월 1일 - 정촌제 시행에 의해 이전의 정역에 해당하는 가마군 우스이촌이 성립하였다.
- 1896년 2월 26일 - 군제 시행에 의해 가호군에 속하게 되었다.
- 1941년 4월 17일 - 정으로 승격해 우스이정이 되었다.
- 2006년 3월 27일 - 시정촌합병, 가마시가 성립에 의해 소멸하였다.

## 교통

### 철도
- 규슈 여객철도
  - 가미야마다선 (1988년 9월 1일 폐지)